# رزولور (برق)
رزولور (انگلیسی: Resolver) گونه‌ای از ترانسفورماتورهای چرخشی الکتریکی است که برای اندازه‌گیری زاویه چرخش استفاده می‌شود.